# الکساندر دینلاریس
الکساندر دینلاریس جونیور (انگلیسی: Alexander Dinelaris, Jr.) یک فیلم‌نامه‌نویس اهل ایالات متحده آمریکا است.
او در سال ۲۰۱۵ میلادی به همراه «الخاندرو گونسالس اینیاریتو»، «نیکلاس گیاکوبونه» و «آرماندو بو» بابت نگارش فیلم‌نامهٔ بردمن، برندهٔ جایزه اسکار بهترین فیلم‌نامه غیراقتباسی شد. او همچنین کتابی دربارهٔ زندگی و حرفهٔ گلوریا استفان نوشته است.